# Battista Rota
Giovan Battista Rota (18. červenec 1932, Bergamo, Italské království – 10. červenec 2018, Bergamo, Itálie) byl italský fotbalový obránce a trenér.

## Kariéra

### Hráčská
Začínal v Atalantě, kde debutoval v 19 letech v sezoně 1950/51. V první sezoně odehrál pět utkání a vstřelil pět branek, když hrál jako útočník. Byli to jediné branky v kariéře. Od sezony 1954/55 hrál šest let za Boloňu. Poté hrál rok ve SPALu a kariéru ukončil v roce 1964 v Atalantě se kterou vyhrál domácí pohár (1962/63).
Za reprezentaci dva zápasy na OH 1952.

### Trenérská
Začal krátce v Seregnu a poté čtyři roky byl u mládeže Atalanty. V roce 1970 se stal krátce i jejím trenérem, aby je zachránil ve 2. lize. Poté byl najat Cremonese, kde působil šest let. V roce 1976 se vrátil do Atalanty, se kterou slavil postup do Serie A. V roce 1980 odešel do SPALu. Po sezóně, která vyvrcholila záchranou, byl v sezoně 1981/82 odvolán.
Poté rok trénoval Modenu a pak Piacenzu, ve které zůstal do roku 1988. Sezonu 1988/89 vedl Vicenzu, poté dva roky Palazzolo, sezonu Lecco i Pergolettese a trenérskou kariéru ukončil v roce 1995 v Leccu.

## Statistika

### Reprezentační

#### Statistika na velkých turnajích
| Reprezentace | Rok     | Zápasy       | Zápasy | Zápasy   | Zápasy           | Zápasy           | Zápasy   |
| Reprezentace | Rok     | Fáze turnaje | Datum  | Soupeř   | Odehraných minut | Vstřelené branky | Výsledek |
| ------------ | ------- | ------------ | ------ | -------- | ---------------- | ---------------- | -------- |
| Itálie       | OH 1952 | Předkolo     | 16. 7. | USA      | 90               | 0                | 8:0      |
| Itálie       | OH 1952 | 1. kolo      | 21. 7. | Maďarsko | 90               | 0                | 0:3      |

## Úspěchy

### Klubové

#### Národní
- vítěz italský pohár (1x)

Atalanta: 1962/63

### Reprezentační
- 1× na OH (1952)